# Üvegbékafélék
Az üvegbékafélék  (Centrolenidae) a kétéltűek (Amphibia) osztályába és  a békák (Anura) rendjébe tartozó  család.

## Rendszerezés
A családba az alábbi alcsaládok és nemek tartoznak.

### Centroleninae
A Centroleninae alcsaládba az alábbi nemek tartoznak:
- Centrolene – 40 faj
- Chimerella
- Cochranella – 58 faj
- Espadarana
- Ikakogi – 1 faj
- Nymphargus – 30 faj
- Rulyrana
- Sachatamia
- Teratohyla
- Vitreorana

A Hyalinobatrachinae alcsaládba az alábbi nemek tartoznak:
- Celsiella
- Hyalinobatrachium – 37 faj